# Changer les choses
Albums de Nâdiya
16/9
(2004)
Singles
1. J'ai confiance en toi
Sortie : 2001
2. Chaque Fois
Sortie : 2001

Changer les choses est le premier album de la chanteuse française Nâdiya, sorti en 2001.

## Titres
| No  | Titre                                                     | Auteur                                        | Durée |
| --- | --------------------------------------------------------- | --------------------------------------------- | ----- |
| 1.  | Chaque Fois                                               | Jean-Toussaint Tosi, Jean-Pierre Taïeb        | 3:46  |
| 2.  | J'te dis bye bye                                          | Louis Element, Johnny Williams, Noam Kaniel   | 3:24  |
| 3.  | J'ai confiance en toi                                     | David Manet, Jean-Pierre Taïeb                | 3:56  |
| 4.  | Qui pourrait m'aimer                                      | David Manet                                   | 3:33  |
| 5.  | Rien que pour toi                                         | Naji, Jean-Pierre Taïeb                       | 2:52  |
| 6.  | Simon                                                     |                                               | 0:18  |
| 7.  | Changer les choses                                        | David Manet, M.Ange/Jean-Pierre Taïeb         | 3:57  |
| 8.  | La Personne à qui tu penses                               | David Manet, Pierre-François Richeux          | 3:45  |
| 9.  | Là-bas                                                    |                                               | 0:14  |
| 10. | Le Regard des miens                                       | Tonie Behar, Nâdiya                           | 3:42  |
| 11. | Écoute ma prière                                          | Erika Dobong'na, Jean-Pierre Taïeb            | 4:26  |
| 12. | Nos routes se séparent                                    | David Manet/Jean-Pierre Taïeb, David Mirandon | 3:41  |
| 13. | On n'oublie pas d'où l'on vient (en duo avec Éric Daniel) | David Manet                                   | 3:37  |
| 14. | T'es en moi                                               | Nâdiya, Gilles Duarte, Jean-Pierre Taïeb      | 4:17  |
| 15. | Ouvre grand ton cœur                                      | Laura Mayne, Yves-Michel Aklé                 | 5:06  |

## Singles extraits
| No | Titre                        | Durée |
| -- | ---------------------------- | ----- |
| 1. | J'ai confiance en toi (2001) |       |
| 2. | Chaque Fois (2001)           |       |